# RZ Большой Медведицы
RZ Большой Медведицы (лат. RZ Ursae Majoris) — одиночная переменная звезда в созвездии Большой Медведицы на расстоянии приблизительно 2144 световых лет (около 657 парсеков) от Солнца. Видимая звёздная величина звезды — от +11,9m до +9,7m.

## Характеристики
RZ Большой Медведицы — красная пульсирующая полуправильная переменная звезда типа SRB (SRB) спектрального класса M5-M6 или M8.